# Gongora pseudoatropurpurea
Gongora pseudoatropurpurea är en orkidéart som beskrevs av Rudolph Jenny. Gongora pseudoatropurpurea ingår i släktet Gongora och familjen orkidéer.
Artens utbredningsområde är Colombia. Inga underarter finns listade i Catalogue of Life.